# Banc de Catalunya
Banc de Catalunya va ser important banc català que va operar entre els anys 1920 i 1931, per bé que la seva trajectòria fou curta la seva brillant política financera va expandir-lo molt notòriament. Tot i que va estar vinculat a la dictadura de Primo de Rivera, cal dir que bona part dels directius provenien políticament de l'esquerra i del catalanisme.

## Història

### Inicis
Aquesta entitat bancària es va fundar a Barcelona l'any 1920 a partir d'una societat regular col·lectiva preexistent: la Fàbregas i Recasens SRC nascuda el 1917. A més a més tenia sota el seu control el Banc Comercial de Tarragona, el Banc de Tortosa, el Banc de Reus i posteriorment el Banc d'Olot. Els seus dirigents van ser el banquer i polític Eduard Recasens, que comptava amb l'ajuda del seu germà Francesc, i el polític Evarist Fàbregas, tots ells reusencs.

### Desenvolupament
El Banc de Catalunya i llurs satèl·lits va viure una expansió històrica durant la dècada del 1920 obrint més de 120 oficines i amb un volum d'operacions enorme que va omplir el buit deixat pel Banc de Barcelona després de la seva fallida el 1920. Seguint la política financera de la banca mixta va compatibilitzar les inversions empresarials a llarg termini amb la captació de recursos a la vista. Durant la dictadura de Primo de Rivera va col·laborar amb el règim (sobretot de la mà del ministre José Calvo Sotelo) per crear el Banco de Crédito Local el 1925, la petroliera monopolística CAMPSA el 1927, i el Banco Exterior de España el 1929, i invertint també en altres empreses. com la Sociedad Productora de Fuerzas Motrices. Sense la participació de l'estat, però amb el suport de Calvo Sotelo, el Banc de Catalunya també va crear CEPSA, 1. Aquesta estreta col·laboració amb el règim va generar una forta animadversió tant de la banca madrilenya i basca com dels polítics republicans que vindrien després. La.primera petroliera de l'estat, i la primera refinería de petroli de l'estat, "La Pensilvània", la va fundar Joan Vilella Llauradó el 1870 a Reus. La CAMPSA i la CEPSA van ser constituides amb l'expoli de la petroliera Reusenca, per Primo de Ribera el 1929. El Banco Exterior de España es va crear de l'expoli del BANC DE REUS.

### Fallida
Finalment, la fallida de l'entitat va venir després de la sobtada retirada de tots els fons que CAMPSA tenia al banc, ordenada per Indalecio Prieto (llavors ministre d'Hisenda del govern provisional republicà). Prieto no era precisament un expert en economia, i per això comptava amb l'assessorament de l'empresari basc Horacio Echevarrieta, el qual estava enemistat amb els germans Recasens.
Altrament, la retirada de tots els fons de CAMPSA va tindre lloc el 5 de juliol, quinze dies després de la redacció de l’Estatut de Núria, que proclamava Catalunya com un Estat dins de la República espanyola.
La disponibilitat de capital líquid del Banc de Catalunya depenia excessivament dels fons petroliers, així que quan es van retirar es va produir el desequilibri entre uns actius poc líquids respecte als passius exigibles a la vista. A més a més, la necessitat que hi havia llavors que els bancs disposessin d'una gran quantitat de líquid a causa de la repatriació dels capitals americans arran del Crack del 1929 tampoc no va ajudar gens a l'entitat financera.
L'enfrontament públic amb Prieto va espantar els clients del Banc de Catalunya, que van retirar els seus fons particulars provocant la suspensió de pagaments el 7 de juliol de 1931. El Banc d'Espanya no va voler proporcionar una ajuda que hauria permès salvar el banc, i de fet la Generalitat republicana tampoc va semblar mostrar interès a salvar una entitat que s'havia vinculat tant amb la dictadura anterior. Les fortes pèrdues de la fallida recaigueren sobre els dipositants i els accionistes.

## Edificis
L'any 1931 la direcció del Banc es trobava al número 10 de la Rambla d'Estudis, a Barcelona. A Girona posseïa un emblemàtic edifici gòtic, situat al carrer de Ciutadans número 19, actualment propietat de la Fundació Caixa de Girona, i seu del Centre Cultural Caixa de Girona. L'any 1930 el Banc de Catalunya va obrir oficines a París.